# 2017-es Formula–1 magyar nagydíj
A magyar nagydíj volt a 2017-es Formula–1 világbajnokság tizenegyedik futama, amelyet 2017. július 28. és július 30. között rendeztek meg a Hungaroring-en, Mogyoródon.
Felipe Massa a szabadedzések során rosszullétre panaszkodott, betegsége miatt nem tudta vállalni az indulást a futamon, így Paul di Resta, a Williams teszt- és tartalékpilótája vette át a helyét az időmérő edzésen és a futamon.

## Választható keverékek
| Abroncs            | Friss | Használt |
| ------------------ | ----- | -------- |
| Közepes keverék    |       |          |
| Lágy keverék       |       |          |
| Szuperlágy keverék |       |          |
| Átmeneti esőgumi   |       |          |
| Teljes esőgumi     |       |          |

## Szabadedzések

### Első szabadedzés
A magyar nagydíj első szabadedzését július 28-án, pénteken délelőtt tartották.
| helyezés | versenyző          | csapat/motor         | elért idő | különbség | futott kör |
| -------- | ------------------ | -------------------- | --------- | --------- | ---------- |
| 1        | Daniel Ricciardo   | Red Bull-TAG Heuer   | 1:18,486  | −         | 31         |
| 2        | Kimi Räikkönen     | Ferrari              | 1:18,720  | +0,234    | 20         |
| 3        | Lewis Hamilton     | Mercedes             | 1:18,858  | +0,372    | 31         |
| 4        | Max Verstappen     | Red Bull-TAG Heuer   | 1:19,162  | +0,676    | 27         |
| 5        | Valtteri Bottas    | Mercedes             | 1:19,248  | +0,762    | 30         |
| 6        | Sebastian Vettel   | Ferrari              | 1:19,563  | +1,077    | 21         |
| 7        | Fernando Alonso    | McLaren-Honda        | 1:19,987  | +1,501    | 21         |
| 8        | Stoffel Vandoorne  | McLaren-Honda        | 1:20,005  | +1,519    | 24         |
| 9        | Nico Hülkenberg    | Renault              | 1:20,150  | +1,664    | 25         |
| 10       | Jolyon Palmer      | Renault              | 1:20,461  | +1,975    | 27         |
| 11       | Felipe Massa       | Williams-Mercedes    | 1:20,540  | +2,054    | 28         |
| 12       | Sergio Pérez       | Force India-Mercedes | 1:20,574  | +2,088    | 23         |
| 13       | Danyiil Kvjat      | Toro Rosso-Renault   | 1:20,780  | +2,294    | 27         |
| 14       | Carlos Sainz Jr.   | Toro Rosso-Renault   | 1:20,917  | +2,431    | 25         |
| 15       | Lance Stroll       | Williams-Mercedes    | 1:20,974  | +2,488    | 29         |
| 16       | Romain Grosjean    | Haas-Ferrari         | 1:21,313  | +2,827    | 20         |
| 17       | Alfonso Celis, Jr. | Force India-Mercedes | 1:21,602  | +3,116    | 24         |
| 18       | Marcus Ericsson    | Sauber-Ferrari       | 1:21,785  | +3,299    | 31         |
| 19       | Antonio Giovinazzi | Haas-Ferrari         | 1:22,251  | +3,765    | 8          |
| 20       | Pascal Wehrlein    | Sauber-Ferrari       | 1:22,490  | +4,004    | 29         |

### Második szabadedzés
A magyar nagydíj második szabadedzését július 28-án, pénteken délután tartották.
| helyezés | versenyző         | csapat/motor         | elért idő | különbség | futott kör |
| -------- | ----------------- | -------------------- | --------- | --------- | ---------- |
| 1        | Daniel Ricciardo  | Red Bull-TAG Heuer   | 1:18,455  | −         | 32         |
| 2        | Sebastian Vettel  | Ferrari              | 1:18,638  | +0,183    | 28         |
| 3        | Valtteri Bottas   | Mercedes             | 1:18,656  | +0,201    | 33         |
| 4        | Kimi Räikkönen    | Ferrari              | 1:18,755  | +0,300    | 28         |
| 5        | Lewis Hamilton    | Mercedes             | 1:18,779  | +0,324    | 31         |
| 6        | Max Verstappen    | Red Bull-TAG Heuer   | 1:18,951  | +0,496    | 25         |
| 7        | Nico Hülkenberg   | Renault              | 1:19,714  | +1,259    | 33         |
| 8        | Fernando Alonso   | McLaren-Honda        | 1:19,815  | +1,360    | 31         |
| 9        | Carlos Sainz Jr.  | Toro Rosso-Renault   | 1:19,834  | +1,379    | 35         |
| 10       | Stoffel Vandoorne | McLaren-Honda        | 1:19,909  | +1,454    | 18         |
| 11       | Esteban Ocon      | Force India-Mercedes | 1:20,126  | +1,671    | 34         |
| 12       | Sergio Pérez      | Force India-Mercedes | 1:20,266  | +1,811    | 33         |
| 13       | Danyiil Kvjat     | Toro Rosso-Renault   | 1:20,577  | +2,122    | 37         |
| 14       | Lance Stroll      | Williams-Mercedes    | 1:20,791  | +2,336    | 31         |
| 15       | Felipe Massa      | Williams-Mercedes    | 1:20,869  | +2,414    | 22         |
| 16       | Jolyon Palmer     | Renault              | 1:21,175  | +2,720    | 12         |
| 17       | Kevin Magnussen   | Haas-Ferrari         | 1:21,345  | +2,890    | 11         |
| 18       | Romain Grosjean   | Haas-Ferrari         | 1:21,504  | +3,049    | 25         |
| 19       | Marcus Ericsson   | Sauber-Ferrari       | 1:21,559  | +3,104    | 31         |
| 20       | Pascal Wehrlein   | Sauber-Ferrari       | 1:21,722  | +3,267    | 16         |

### Harmadik szabadedzés
A magyar nagydíj harmadik szabadedzését július 29-én, szombaton délelőtt tartották.
| helyezés | versenyző         | csapat/motor         | elért idő | különbség | futott kör |
| -------- | ----------------- | -------------------- | --------- | --------- | ---------- |
| 1        | Sebastian Vettel  | Ferrari              | 1:17,017  | −         | 17         |
| 2        | Kimi Räikkönen    | Ferrari              | 1:17,492  | +0,475    | 16         |
| 3        | Valtteri Bottas   | Mercedes             | 1:17,914  | +0,897    | 15         |
| 4        | Max Verstappen    | Red Bull-TAG Heuer   | 1:18,194  | +1,177    | 25         |
| 5        | Lewis Hamilton    | Mercedes             | 1:18,434  | +1,417    | 14         |
| 6        | Stoffel Vandoorne | McLaren-Honda        | 1:18,638  | +1,621    | 18         |
| 7        | Nico Hülkenberg   | Renault              | 1:18,699  | +1,682    | 20         |
| 8        | Daniel Ricciardo  | Red Bull-TAG Heuer   | 1:18,714  | +1,697    | 7          |
| 9        | Fernando Alonso   | McLaren-Honda        | 1:18,884  | +1,867    | 14         |
| 10       | Jolyon Palmer     | Renault              | 1:18,956  | +1,939    | 19         |
| 11       | Carlos Sainz Jr.  | Toro Rosso-Renault   | 1:19,300  | +2,283    | 22         |
| 12       | Esteban Ocon      | Force India-Mercedes | 1:19,352  | +2,335    | 22         |
| 13       | Danyiil Kvjat     | Toro Rosso-Renault   | 1:19,455  | +2,438    | 23         |
| 14       | Sergio Pérez      | Force India-Mercedes | 1:19,609  | +2,592    | 22         |
| 15       | Romain Grosjean   | Haas-Ferrari         | 1:19,622  | +2,605    | 21         |
| 16       | Kevin Magnussen   | Haas-Ferrari         | 1:19,895  | +2,878    | 19         |
| 17       | Felipe Massa      | Williams-Mercedes    | 1:20,255  | +3,238    | 12         |
| 18       | Lance Stroll      | Williams-Mercedes    | 1:20,379  | +3,362    | 24         |
| 19       | Pascal Wehrlein   | Sauber-Ferrari       | 1:20,446  | +3,429    | 24         |
| 20       | Marcus Ericsson   | Sauber-Ferrari       | 1:20,748  | +3,731    | 19         |

## Időmérő edzés
A magyar nagydíj időmérő edzését július 29-én, szombaton délután futották.
| helyezés              | rajtszám | versenyző         | csapat/motor         | 1. rész     | 2. rész  | 3. rész  | rajthely | futott kör |
| --------------------- | -------- | ----------------- | -------------------- | ----------- | -------- | -------- | -------- | ---------- |
| 1                     | 5        | Sebastian Vettel  | Ferrari              | 1:17,244    | 1:16,802 | 1:16,276 | 1        | 14         |
| 2                     | 7        | Kimi Räikkönen    | Ferrari              | 1:17,364    | 1:17,207 | 1:16,444 | 2        | 14         |
| 3                     | 77       | Valtteri Bottas   | Mercedes             | 1:18,058    | 1:17,362 | 1:16,530 | 3        | 18         |
| 4                     | 44       | Lewis Hamilton    | Mercedes             | 1:17,492    | 1:16,693 | 1:16,707 | 4        | 17         |
| 5                     | 33       | Max Verstappen    | Red Bull-TAG Heuer   | 1:17,266    | 1:17,028 | 1:16,797 | 5        | 14         |
| 6                     | 3        | Daniel Ricciardo  | Red Bull-TAG Heuer   | 1:17,702    | 1:17,698 | 1:16,818 | 6        | 14         |
| 7                     | 27       | Nico Hülkenberg   | Renault              | 1:18,137    | 1:17,655 | 1:17,468 | 12[1]    | 14         |
| 8                     | 14       | Fernando Alonso   | McLaren-Honda        | 1:18,395    | 1:17,919 | 1:17,549 | 7        | 17         |
| 9                     | 2        | Stoffel Vandoorne | McLaren-Honda        | 1:18,479    | 1:18,000 | 1:17,894 | 8        | 17         |
| 10                    | 55       | Carlos Sainz Jr.  | Toro Rosso-Renault   | 1:18,948    | 1:18,311 | 1:18,912 | 9        | 19         |
| 11                    | 30       | Jolyon Palmer     | Renault              | 1:18,699    | 1:18,415 |          | 10       | 14         |
| 12                    | 31       | Esteban Ocon      | Force India-Mercedes | 1:18,843    | 1:18,495 |          | 11       | 16         |
| 13                    | 26       | Danyiil Kvjat     | Toro Rosso-Renault   | 1:18,702    | 1:18,538 |          | 16[2]    | 15         |
| 14                    | 11       | Sergio Pérez      | Force India-Mercedes | 1:19,095[3] | 1:18,639 |          | 13       | 15         |
| 15                    | 8        | Romain Grosjean   | Haas-Ferrari         | 1:19,085    | 1:18,771 |          | 14       | 15         |
| 16                    | 20       | Kevin Magnussen   | Haas-Ferrari         | 1:19,095[3] |          |          | 15       | 9          |
| 17                    | 18       | Lance Stroll      | Williams-Mercedes    | 1:19,102    |          |          | 17       | 9          |
| 18                    | 94       | Pascal Wehrlein   | Sauber-Ferrari       | 1:19,839    |          |          | 18       | 9          |
| 19                    | 40       | Paul di Resta     | Williams-Mercedes    | 1:19,868    |          |          | 19       | 11         |
| 20                    | 9        | Marcus Ericsson   | Sauber-Ferrari       | 1:19,972    |          |          | 20       | 8          |
| 107%-os idő: 1:22,651 |          |                   |                      |             |          |          |          |            |

Megjegyzés:
- ↑ 1:  — Nico Hülkenberg autójában sebességváltót kellett cserélni, ezért 5 rajthelyes büntetést kapott.[4]
- ↑ 2:  — Danyiil Kvjat 3 rajthelyes büntetést kapott Lance Stroll feltartásáért az időmérő edzés során.[5]
- ↑ 3:  — Sergio Pérez és Kevin Magnussen azonos legjobb időt értek el a Q1-ben. Mivel az időt Pérez érte el hamarabb, így a szabályok értelmében ő került előrébb a két versenyző közül.

## Futam
A magyar nagydíj futama július 30-án, vasárnap rajtolt.
| helyezés | rajtszám | versenyző         | csapat/motor         | futott kör | idő/kiesés oka   | rajthely | abroncs | pont |
| -------- | -------- | ----------------- | -------------------- | ---------- | ---------------- | -------- | ------- | ---- |
| 1        | 5        | Sebastian Vettel  | Ferrari              | 70         | 1:39:46,713      | 1        |         | 25   |
| 2        | 7        | Kimi Räikkönen    | Ferrari              | 70         | +0,908           | 2        |         | 18   |
| 3        | 77       | Valtteri Bottas   | Mercedes             | 70         | +12,462          | 3        |         | 15   |
| 4        | 44       | Lewis Hamilton    | Mercedes             | 70         | +12,885          | 4        |         | 12   |
| 5        | 33       | Max Verstappen    | Red Bull-TAG Heuer   | 70         | +13,276          | 5        |         | 10   |
| 6        | 14       | Fernando Alonso   | McLaren-Honda        | 70         | +1:11,223        | 7        |         | 8    |
| 7        | 55       | Carlos Sainz Jr.  | Toro Rosso-Renault   | 69         | +1 kör           | 9        |         | 6    |
| 8        | 11       | Sergio Pérez      | Force India-Mercedes | 69         | +1 kör           | 13       |         | 4    |
| 9        | 31       | Esteban Ocon      | Force India-Mercedes | 69         | +1 kör           | 11       |         | 2    |
| 10       | 2        | Stoffel Vandoorne | McLaren-Honda        | 69         | +1 kör           | 8        |         | 1    |
| 11       | 26       | Danyiil Kvjat     | Toro Rosso-Renault   | 69         | +1 kör           | 16       |         |      |
| 12       | 30       | Jolyon Palmer     | Renault              | 69         | +1 kör           | 10       |         |      |
| 13[1]    | 20       | Kevin Magnussen   | Haas-Ferrari         | 69         | +1 kör           | 15       |         |      |
| 14       | 18       | Lance Stroll      | Williams-Mercedes    | 69         | +1 kör           | 17       |         |      |
| 15       | 94       | Pascal Wehrlein   | Sauber-Ferrari       | 68         | +2 kör           | 18       |         |      |
| 16       | 9        | Marcus Ericsson   | Sauber-Ferrari       | 68         | +2 kör           | 20       |         |      |
| 17[2]    | 27       | Nico Hülkenberg   | Renault              | 67         | fékek            | 12       |         |      |
| ki       | 40       | Paul di Resta     | Williams-Mercedes    | 60         | olajszivárgás    | 19       |         |      |
| ki       | 8        | Romain Grosjean   | Haas-Ferrari         | 20         | baleseti sérülés | 14       |         |      |
| ki       | 3        | Daniel Ricciardo  | Red Bull-TAG Heuer   | 0          | kicsúszás        | 6        |         |      |

Megjegyzés:
- ↑ 1:  — Kevin Magnussen 5 másodperces időbüntetést kapott Hülkenberg leszorításáért.[7]
- ↑ 2:  — Nico Hülkenberg nem fejezte be a versenyt, de helyezését értékelték, mert a versenytáv több, mint 90%-át teljesítette.

## A világbajnokság állása a verseny után
| H   | Versenyzők       | Pont | H   | Konstruktőrök        | Pont |
| --- | ---------------- | ---- | --- | -------------------- | ---- |
| 1.  | Sebastian Vettel | 202  | 1.  | Mercedes             | 357  |
| 2.  | Lewis Hamilton   | 188  | 2.  | Ferrari              | 318  |
| 3.  | Valtteri Bottas  | 169  | 3.  | Red Bull-TAG Heuer   | 184  |
| 4.  | Daniel Ricciardo | 117  | 4.  | Force India-Mercedes | 101  |
| 5.  | Kimi Räikkönen   | 116  | 5.  | Williams-Mercedes    | 41   |
| 6.  | Max Verstappen   | 67   | 6.  | Toro Rosso-Renault   | 39   |
| 7.  | Sergio Pérez     | 56   | 7.  | Haas-Ferrari         | 29   |
| 8.  | Esteban Ocon     | 45   | 8.  | Renault              | 26   |
| 9.  | Carlos Sainz Jr. | 35   | 9.  | McLaren-Honda        | 11   |
| 10. | Nico Hülkenberg  | 26   | 10. | Sauber-Ferrari       | 5    |

(A teljes táblázat)

## Statisztikák
- Vezető helyen:
  - Sebastian Vettel: 59 kör (1-31 és 43-70)
  - Kimi Räikkönen: 2 kör (32-33)
  - Max Verstappen: 9 kör (34-42)
- Sebastian Vettel 48. pole-pozíciója és 46. futamgyőzelme.
- Fernando Alonso 23. versenyben futott leggyorsabb köre.
- A Ferrari 229. futamgyőzelme.
- Sebastian Vettel 94., Kimi Räikkönen 88., Valtteri Bottas 17. dobogós helyezése.